# Kan ingen hjälpa Anette?
Kan ingen hjälpa Anette? är roman av Peter Pohl utgiven 1990. Den är en fristående fortsättning på  Alltid den där Anette!. 

## Handling
Boken berättas ur Björn Bolanders synvinkel, som är psykolog på BUP dit 12-åriga Anette kommer efter ett självmordsförsök. Hon pratar inte, vilket enligt hennes pappa har hänt förr. Björn Bolander börjar forska i Anettes bakgrund. Han leds till Guldkantens skola där hon går. Här är hon sedd som ett problembarn av både rektorn och lärarna. Den enda som förstår flickan är klassföreståndaren, som berättar att den tidigare klassföreståndaren varit väldigt elak mot Anette på grund av att hon var så duktig i skolan. Detta gjorde läraren nervös, och hon tog därför inte vara på Anettes begåvning. Senare i historien dyker även familjeproblem upp, som spelat in i historien.